# Лоуелл Фулсон
Ло́уелл Фу́лсон (англ. Lowell Fulson; 31 березня 1921, Атока, Оклахома — 7 березня 1999, Лонг-Біч, Каліфорнія) — американський блюзовий гітарист, співак і автор пісень.

## Біографія
Народився 31 березня 1921 року в резервації корінного народу чокто в Атоці, штат Оклахома. Син Мартіна Фулсона і Мемі Вілсон, брати Мартін Дж. і Роберт. У 1920 році його батько мешкав у Вілсоні, округ Атока. Батько Лоуелла був убитий близько 1925—1926 років і матір переїхала з дітьми до Талси. Лоуелл повернувся до Атоки близько 1927 року. Вчився грати на гітарі у свого дядька Лі Вілсона. У 1930 році його матір Мемі одружилась з фермером Джеком Морроу, і вони проживали в Кларіті, округ Коул. Фулсон відвідував школу в Коулгейті.
Працював у струнному гурті Дена Райта у 1938 році в Аді, округ Понтоток. Фулсон працював з Тексасом Александером близько 1938—40 років, замінивши Фанні Пепера Сміта. Працював кухарем, коли служив у Військово-морських силах (1943—1945). Після армії переїхав в Окленд. Записувався в Каліфорнії для Боба Геддінса (1946—1949). Невдовзі очолив власний гурт, з яким записувався на лейблах Big Town, Gilt Edge, Trilon і Down Town (де його найбільшим хітом у 1948 році стала «Three O'Clock Blues», яку потім перезаписав Б.Б. Кінг). На своїх перших синглах грав зі своїм братом Мартіном дуетом на гітарі; також в гурті грав навіть Рей Чарльз.

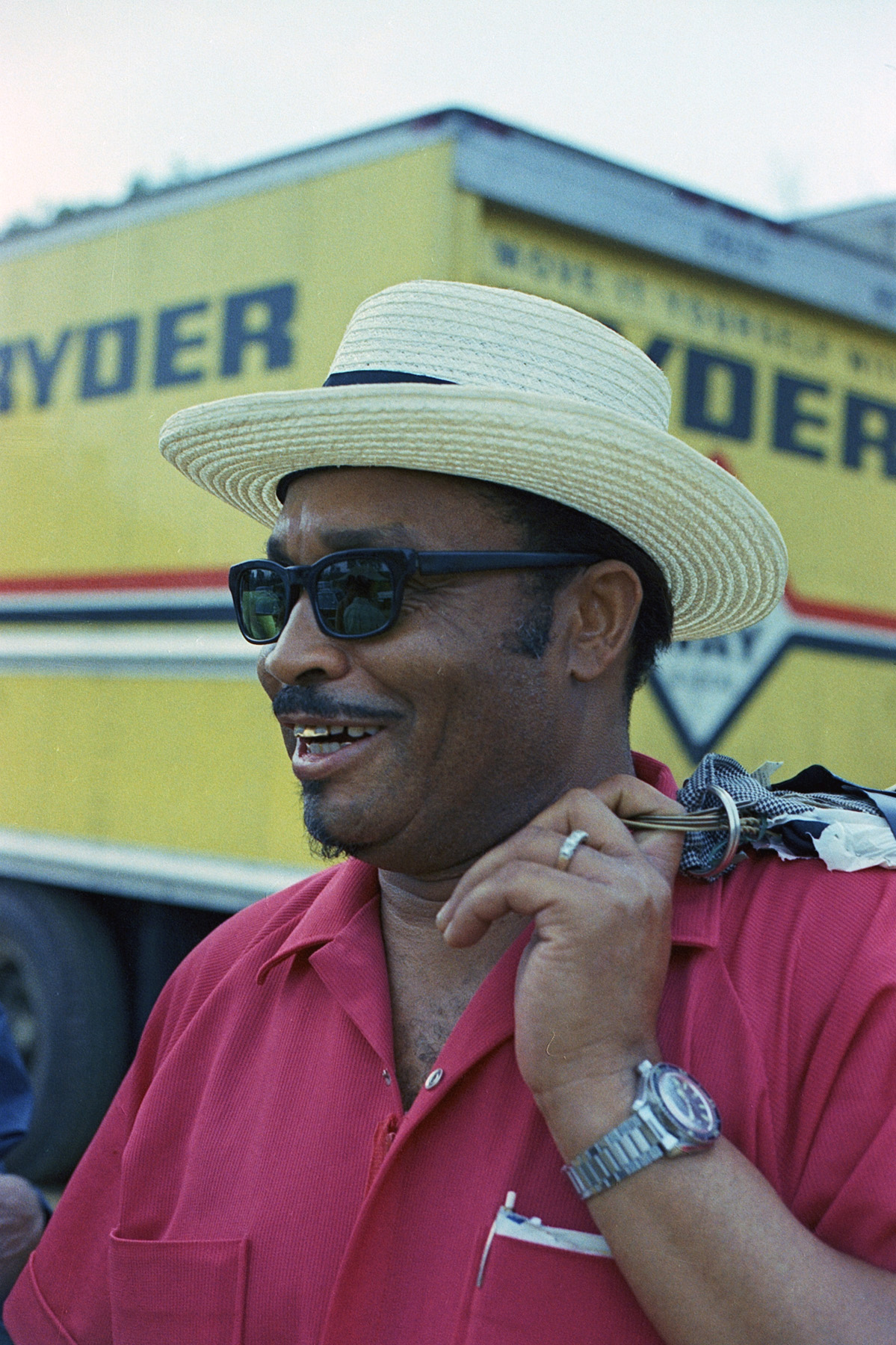
Фулсон на блюзовому фестивалі в Анн-Арбор, Мічиган, 1970

Записувався ексклюзивно для лейблу Swing Time (1950—1953): тут були випущені його відомі хіти «Every Day I Have the Blues» (адаптація «Nobody Loves Me» Мемфіса Сліма), «Blue Shadows», «Lonesome Christmas» та інструментальна «Low Society Blues»; записах взяли участь піаніст Ллойд Гленн і альт-саксофоніст Ерл Браун (усі хіти потрапили у чарті 1950 року). У 1951 році виступав зі своїм гуртом (з саксофоністом Стенлі Террентайном і піаністом Чарльзом) в театрі Аполло та їздив на гастролі на Південь. У 1953 році працював на лейблі Aladdin. Працював з Хотс-Ліпс Пейджом і Чокером Кемпбеллом (1953—1954). Записувався на Checker (1954—1962; де записав свою найвідомішу пісню «Reconsider Baby», яка була записана в Далласі із саксофоністом Девідом «Фетгед» Ньюменом; пісню потім перезаписали багато виконавців від Елвіса Преслі до Прінса).
До 1960 року проживав у Форт-Верті, штат Техас, коли помер його брат Мартін. У 1962 році знявся у кінофільмі «Блюз». Працював на Checker до 1962 року, перейшовши на лос-анджелеський лейбл Kent, де став більше орієнтуватися на фанковий ритм-енд-блюз. На Kent з контрактних міркувань записувався як Лоуелл Фулсом. Успішними стали його записи «Black Nights» і «Tramp», останню Отіс Реддінг і Карла Томас перезаписали у 1966 році, яка також стала їхнім хітом.
У 1970 році перейшов на Jewel. Записувався також на лейблах Modern, Crazy Cajun, Granite, Big Town, Solid Smoke, Yupiteru, Blue Phoenix, JSP, EMI, Rounder та Bullseye Blues. У 1993 році ім'я музиканта занесено до Зали слави блюзу. У 1995 році записав альбом Them Update Blues на Bullseye Blues, який був номінований на премію «Греммі» в категорії «Найкращий альбом року традиційного блюзу». 1995 року Зала слави рок-н-ролу включили «Reconsider Baby» (1954) у список 500 пісень, що вплинули на розвиток рок-н-ролу.
Помер 7 березня 1999 року у віці 77 років у Тихоокеанській лікарні Лонг-Біча, Лонг-Біч, Каліфорнія. Похований на кладовищі Інглвуд-Парк в Інглвуді, Каліфорнія.

## Дискографія

### Альбоми
- Lowell Fulson (Arhoolie, 1962)
- Soul (Kent, 1965)
- Tramp (Kent, 1967)
- Now! (Kent, 1967)
- Hung Down Head (Chess, 1970)
- Lowell Fulson (Chess, 1976)
- Hold On (Bullseye Blues, 1992)
- Them Update Blues (Bullseye Blues, 1995)

### Сингли
- «Three O'Clock Blues»/«I'm Wild about You Baby» (Down Town, 1948)
- «I'm a Night Owl (I & II)» (Swing Time, 1951)
- «Reconsider Baby»/«I Believe I'll Give It Up» (Checker, 1954)
- «Check Yourself»/«Loving You» (Checker, 1955)
- «That's All Right»/«It Took a Long Time» (Checker, 1959)
- «Black Nights»/«Little Angel» (Kent, 1965)
- «Tramp»/«Pico» (Kent, 1967)
- «Make a Little Love»/«I'm Sinking» (Kent, 1967)
- «I'm a Drifter»/«Hobo Meetin'» (Kent, 1967)